# Arsakes (Satrap)
Arsakes († vermutlich 329 v. Chr.) war ein Statthalter Alexanders des Großen in Asien.
Arsakes war Perser und hielt sich 330 v. Chr. am Hof Alexanders auf, wo er zum Satrapen der Provinz Areia ernannt wurde. Noch im selben Jahr erhielt er die Verwaltung der Provinz Drangiana anvertraut. Aber schon im Folgejahr wurde er aus nicht genannten Gründen von Stasanor seiner Ämter enthoben und in Ketten zu Alexander nach Zariaspa in Baktrien gebracht. Sein weiteres Schicksal ist unbekannt, vermutlich wurde er hingerichtet. Stasanor übernahm seine Provinzen.